# Коч, Ахмет
Ахмет Коч (тур. Ahmet Koç) — турецкий музыкант, композитор и исполнитель на сазе — тюркском народном инструменте.

## Биография
Путь к известности Ахмета начался в далеком 1979 году с поступлением в Стамбульскую консерваторию, в которой он проучился 12 лет.
Специализировался на музыке тюркских народностей.
В 1995 году его музыкальные исполнения вошли в антологию тюркской музыки «Yedi Karanfil 3» («Семь гвоздик 3»)
В 1997 был участником Evrovision в Дублине с певицей от Турции Шебнем Пакер, заняв 3-е место.
Ахмет Коч продолжает свою карьеру в турецком Министерстве Культуры как главный специалист по игре на сазе, аранжировщик и музыковед.
На настоящий момент выпустил 5 альбомов.